# ドォーモ
『ドォーモ』（Duòmo）は、1989年（平成元年）10月31日より、九州地方のテレビ朝日系列局ブロックネットで放送された九州朝日放送（KBC）制作のバラエティ情報番組である。

## 概要
ドォーモの番組名はイタリアの教会堂「ドゥオーモ」と日本語の「どうも」に由来する。
番組開始時は火曜 - 金曜の0時20分から1時15分（月曜深夜 - 木曜深夜、JST、以下同様）の生放送であった。
テレビ朝日系列局の長崎文化放送 (NCC) ・熊本朝日放送 (KAB) ・大分朝日放送 (OAB) ・鹿児島放送 (KKB) でも放送されていた。
過去には山口朝日放送（yab）でも放送されていたが、2009年春の改編で放送を終了した。（以下、放送局名は略称表記）
2006年12月4日に地上デジタル放送を開始。ハイビジョン制作化に合わせてスタジオセットをリニューアル。アナログ放送ではレターボックス形式で放送されていた。
2018年10月1日深夜から放送開始時刻が5分繰り下げ(0時20分〜1時15分)に変更。2019年4月1日深夜から録画放送になり、放送時間が30分となる。
2021年3月25日の放送をもって終了した。
ここではKBCラジオで2017年10月6日より放送している「ドォーモ×ラジオ」及びテレ朝チャンネル等で放送している「ドォーモGT / 2」についても述べる。

## 番組の特色
リポーターが取材してきたビデオを、生放送によるスタジオで紹介するという内容。番組の構成や深夜番組であることが『虎の門』『探偵!ナイトスクープ』などの番組に似ているが、九州という地域密着型であることや、取り上げられる内容の幅の広さが特徴である。内容は流行りものランキング、グルメ、街角ロケ、旅ロケが多いが、たまに戦争や地震、若者の性や性病の問題など、極めて深刻な問題をひたすら真面目に取り上げる一面も見せる。
番組内で方言が多く登場する点も特徴で、福岡地区では視聴率上位を獲得し続ける人気番組である。

## 番組の歴史
1999年、2013年、2019年に大幅なリニューアルがあった。ここではリニューアル前を「第1期」、リニューアル後を「第2期」、2度目のリニューアル後を「第3期」、30年間継続してきた1時間の生放送を廃した2019年4月のリニューアルを「第4期」として扱う。

### 第1期
リポーターとしてKBCアナウンサー、フリータレントを起用。ローカルテレビ局で、月曜から木曜までの毎日、かつ深夜の生放送ワイド番組ということで、業界内外から注目を集め、東京や大阪のタレントやミュージシャンも数多くゲストとして登場した。また、平成2年（1990年4月）以降、テレビ朝日系の九州・山口の各局にもネットされることで、福岡のみならず九州各地のレジャー・グルメの情報をバラエティー色豊かに紹介。企画は「タモリ倶楽部」の「東京トワイライトゾーン」をオマージュした「中島浩二のトワイライトゾーン」など、一部のネット局では当時放送されていなかった番組のコーナーをそのまま拝借していた。視聴者が企画を提供することができ、採用されると情報提供者には『「豪華」な「粗品」』がプレゼントされていたが、その実態は「豪華」と書かれたテレホンカードだった。
番組ではメディアミックスも数多く展開。フリーペーパー「ドォーモプレス」の発行や、番組の舞台裏を凝縮した「ドォーモ本」も発売されたほか、当時はまだめずらしかったパソコン通信との連携も行われ、地元のGABGABネット内に1コーナーが作られていた。
海砂利水魚、平井堅、山崎まさよし、古内東子、藤原紀香、渡辺美里など、現在全国で活躍するゲストも多く出演していた。ブレイク前のボニー・ピンクが料理をしたこともあった。ゲスト出演者としては、嘉門達夫が最多出演している。
主な企画
- 視聴者の女の子と1日デートしよう「デートポイント」
- 街中の変なものを紹介する「トワイライトゾーン」
- すごいことやれるなら自薦他薦問いません「ドォーダ大賞」
- ふられたあの娘を忘れられない貴方のために「やけぼっくいに火をつけろ」
- 街で見かけたカップルに突撃インタビュー「勝手に幸せ者」
- 花見や忘年会シーズン定番。「酔っ払いの主張」
- 街で見かけた企業にアポなし突撃取材「謎の会社　カンパニーX」
- 大学生が生放送で行う「学園祭PR」

レギュラーコーナー
- 「いってみよぉ」の掛声ではじまる二分間の社会学　街角ベスト5
- 「明日も良い日でありますように」の星占い
- 「今日の特集」の今日のカポジロ

ドキュメンタリー性も強く、番組ディレクターが入手した原爆が落とされた直後の長崎の街のフィルム映像をノーカットで数回に亘って放送する企画や、リポーターの山本かよ（現・山本カヨ）の妊娠から出産までを取り上げた「妊娠日記」などの真面目な企画もあった。「妊娠日記」は、空前の反響を巻き起こし、本やビデオになって高校の教材として使われた。またこの企画が、平成5年度・日本民間放送連盟賞テレビ娯楽部門で最優秀賞を受賞した。これ以降、若者のセックスの実態や性病に関する情報を番組内で取り上げるようになり、これは第3期でも行われていた。

#### 出演者
MC
- 川上鴻一郎
- 深町健二郎（イベントプロデューサー）
- 村仲ともみ（リポーター兼任）

リポーター陣
- 園田哲也（当時KBCアナウンサー）
- 荒木美穂
- 中島浩二
- 小林肇（当時KBCアナウンサー）
- 逸見明正（当時KBCアナウンサー）
- 山本かよ
- スター高橋
- 秋山仁志（当時KBCアナウンサー）
- 武内裕之（当時KBCアナウンサー）
- 斉藤ふみ
- コンバット満
- 平川尚子（KBCアナウンサー）
- 宮本啓丞（KBCアナウンサー）

### 第2期
1999年4月から開始。キャスターは第1期ではリポーターだった武内裕之、中島浩二、山本華世。第1期の内容やコンセプトを継承しながらも、新しい企画も数多く放送。グルメ情報は重点的に放送され、2000年にはJTB出版とのタイアップで「るるぶドォーモ」を全国発売した。
リニューアル後のネット局は、NCC（2000年3月で一旦休止）・OAB・KAB・KKBのみであった。2005年4月からは、yab（1999年3月の第1期終了を機に一旦休止）・NCCがネット局に復帰したが、yabは2009年3月をもって再び休止している。
第1期から引き続きドキュメンタリー特集は健在で、2009年に芸能界で相次いで起きた薬物事件にともない、若者の間にも起きている薬物汚染の実態や元常習者や薬物更生支援団体へのインタビューを交えた特集が行われていた。また、2011年の東北地方太平洋沖地震（東日本大震災）についても、放送再開時には防災特集を組んでいた。

#### 主な企画
以下のうち「見えない世界」は2008年1月から2月にかけてテレビ朝日や東日本放送 (KHB) でも放送された。
- どこまで続くか「勝ち抜き美人バトル」

一般視聴者からの自薦・他薦で募集した数人の美人をVTRで紹介し、スタジオの出演者陣が誰が一番美人かを選ぶコーナー。
- 西鉄大橋駅に集う少女達の成長物語「さなぎちゃん」

九州各地から福岡にやって来た10代の女の子の成長を追っていくコーナー
- 福岡県・佐賀県・大分県を舞台にした「○○ビンゴ」
- コンバット満が扮した「なぞなぞ小僧」・「推理少年ミツル」
- 九州の観光名所を歩き渡るWALKING TV 
  - 2006年1月には、タイプーケットでの海外初ロケを挙行した。
- 見えない世界

コンバット満が後のロンドンパラリンピック・ゴールボール女子金メダリストである浦田理恵を取材し、視覚障害者の生活などを体験するコーナー。この番組では珍しい良識的な企画だが、本来は匍匐前進で遠方に行く企画がボツになった代理企画だった。後に「見えない生活」に発展し、2006年5月30日の放送が第44回ギャラクシー賞の上期奨励賞を受賞した。2007年の番組最高視聴率を獲得した企画のひとつ。
- オンナTV

九州ブロック・山口県で放送されている「アサデス。九州・山口」の「オトナのオンナTV」同様、全編男子禁制。女性を磨くための情報と商品等を紹介する。毎週火曜。
- プレゼン48

HKT48メンバーが、番組でやりたいコーナーをプレゼンし、うち1つだけを採用する。当コーナーのリミックス版として2012年6月24日から「HKTバラエティー48」が放送開始され、2013年現在も毎月最終日曜深夜に放送中。
- 3日後の殺意

番組レギュラー出演者が役者として登場するサスペンスドラマ。演技指導一切無し、撮影直前に渡された人のセリフと行動だけが書かれた台本のみ渡され、それだけを手がかりに撮影を行った。高橋徹郎が脚本を担当。テーマソングは矢野真紀の『ボクの空』。
2006年からは12月上旬にテレビショッピング的な内容を扱う『ドォーモの絶対得するTV』を金曜日の23時台に放送していた。2007年は12月14日にKBCのみで放送された。
2012年に入ると、ディレクターの不祥事のほか、萬田美子ら第2期を支えたリポーターが相次いで降板し、10月には番組を1期から出演していた山本華世が降板。12月には細谷めぐみが翌年1月より報道キャスターに専念することが決まったため、12月13日深夜(このころは年末年始になると、1ヵ月ほど放送しないため、年内最後の放送がこの時期である。)の放送を以って降板した。

#### 出演者
MC
- 武内裕之（当時 KBCアナウンサー、〜2010年3月26日）[注 3]
- 中島浩二
- 山本華世（〜2012年10月31日）
- 細谷めぐみ（KBCアナウンサー、2010年3月29日〜2012年12月13日）[注 4]

リポーター陣
- コンバット満
- 斉藤ふみ
- 高橋徹郎
- 岡本啓
- 小雪
- 中上真亜子
- 長岡大雅（KBCアナウンサー）
- HKT48（不定期）
- 秋山仁志（当時KBCアナウンサー、〜2004年）
- 池内祐介
- イ・テガン（〜2010年3月24日）
- 井上尚美（〜2005年1月19日）
- 河本哲平（〜2005年9月1日）
- 白川美帆
- 高須賀しのぶ - ドォーモ新人リポーターオーディション後に水着等で出演。後にタレント業引退。元NoMake所属
- 高橋よしえ
- 西山一星
- 林さやか
- 萬田美子 （〜2012年8月21日）
- 宮島咲良（当時KBCアナウンサー、〜2010年3月24日）
- 宮脇理恵子
- 渡辺正幸

候補生
- 大神弘嗣
- 百市道徳
- 松崎健太
- 松井美里
- 谷石さくら
- 吉岡もとか
- 寺崎由希子

### 第3期
2013年1月から開始。月曜〜水曜の番組MCは第1・2期でリポーターを長く務めたコンバット満、斉藤ふみと第2期ではリポーターだった長岡大雅。「木曜ドォーモ」は長岡、コンバット、岡本啓、中島浩二がMCを務める。

開始当初、レギュラー出演陣以外にも街中にいる普通の人が「学生リポーター」や「お天気お姉さん」として登場していた。第3期は2019年3月26日（25日深夜）の放送をもって終了となった。

#### 木曜ドォーモ
第3期リニューアルの目玉で、月〜水のドォーモと区別して「木曜ドォーモ」と銘打っている。「ありのまま」「ドォーモなのにドォーモじゃない」をコンセプトに実験的な企画を放送する。題字テロップは、当番組の企画で北海道ロケを行った際に北海道テレビの藤村忠寿に書いてもらったものを使用。なお、企画内で『木曜ドォーモ』が『水曜どうでしょう』のパクリではないか？・KBCが『水曜どうでしょう』をあまり放送していないことについてのトークに終始した。
開始当初は以下のうち「前略、道路（みち）の上より」「マニアックテレホン FUKUOKA」「リトマスの穴」の組み合わせで放送していた。
2018年3月2日の木曜ドォーモ内で、長岡が番組からの卒業を発表。これに伴い、長岡が出演していた企画についてもいくつかが終了している。

##### 主な企画
木曜大図鑑
各地の珍しい博物館やスポットをコンバットが訪ねる。内藤多仲設計のタワー六兄弟なども回った。
前略、道路（みち）の上より
日本各地に存在する酷道、隧道や珍しいジャンクション等を、岡本と長岡が岡本のマイカーである「ランディ号」（赤のスズキ・アルトラパンSS）で巡る。
2015年12月21日〜12月24日に総集編として4日間連続で放送。DVDが4巻発売されている。2018年3月、長岡の番組卒業に伴い終了。
九州レトロゲーム機探訪録 → 西日本レトロゲーム機探訪録 → 全日本レトロゲーム機探訪録
岡本と長岡がレトロゲーム（主にエレメカ）を設置するゲームセンターを実際に訪問し、遊ぶ企画。当初は九州の施設のみが対象だったが、後に西日本一円 → 日本全国に対象を広げ、それに伴いタイトルも変更している。2018年3月、長岡の番組卒業に伴い終了。
CB TRAVEL
朽ち果てた外見の旅館や元・遊廓の旅館など、岡本が渋い（しびー）宿に泊まってその宿や立地を紹介する企画。
道の駅inワンダーランド
木曜ドォーモ開始以前から放送、九州の道の駅を巡る、2018年3月までに全ての道の駅を制覇し終了。
リトマスの穴
テレビ業界に一石を投じる企画を生む為の「リトマス試験」として、敢えて怪しげな企画を実行するコーナー。スタジオで企画名だけが書かれたテープを三つ並べ、MCが第一印象だけで一本を選択し、放送する。残りの二本は、新たな企画を一本加えて翌週に持ち越す。
日陰男
単発企画。「日陰男」に扮した高橋徹郎が日陰の上だけを歩いて福岡タワーを目指す。日陰男は日陰から出ると地獄に落ちるという設定で、その瞬間強制終了となる。
鎖骨ジュース
単発企画。鎖骨フェチの高橋が女性の鎖骨のくぼみに牛乳やコーラ等様々な飲み物を注いで飲む。
「番地なき島への旅」完全ドキュメント　〜テレビマン生命を賭けた不退転の旅〜
通称「帰れないかもしれない秘境ツアー」。福岡空港からスタートし、全くのノープランで「日本の秘境」である伊豆諸島の青ヶ島を目指した。
後日Twitterで内容が水曜どうでしょうに似てると指摘があったために、中島浩二が北海道テレビ放送に出向き、水曜どうでしょうのディレクター・藤村忠寿の元を訪れて検証した。
マニアックテレホン FUKUOKA
福岡のマニアックな人々を取り上げ、実際に生放送で電話をつなぎインタビューする。

#### 出演者
MC
- 長岡大雅（KBCアナウンサー、唯一全曜日通して出演していた・2018年3月30日(29日深夜)をもって降板）
- 岡本啓（月〜木曜MC、リポーター。 2018年11月7日(8日深夜)より、三澤澄也に代わり暫定MC）
- コンバット満（月〜水曜MC、リポーター。木曜はMC兼リポーター）
- 斉藤ふみ（月〜水曜MC、リポーター）
- 中島浩二（木曜MC、リポーター)
- 高橋徹郎（元 木曜MC、2013年10月31日付卒業、卒業後も不定期に出演）

リポーター陣
- 三澤澄也（KBCアナウンサー、2018年4月3日(2日深夜)から 2018年11月7日(8日深夜)よりMC→リポーター）
- 中上真亜子
- 小雪
- 赤塚亮太朗
- ジェフ太郎
- 村上結梨 （旧名　村上ゆり)
- 美舞
- 百市道徳（2013年10月28日付卒業）

木曜ドォーモ ゲストレギュラー（2018年現在は事実上廃止されている）
- 深町健二郎（第1期のMC）
- スマイリー原島

アシスタント（お天気キャスター・月替わり）
| 月   | 月曜日                      | 火曜日                                    | 水曜日                                          | 木曜日                                      |
| ---- | --------------------------- | ----------------------------------------- | ----------------------------------------------- | ------------------------------------------- |
| 1月  | 田山理穂                    | 内田夏美 （福岡大学2012年ミスキャンパス） | 吉村春菜 （大村美容ファッション専門学校）       | 恵美りこ                                    |
| 2月  | 石橋汐梨 （福岡大学）       | 坂本麻子 （久留米大学）                   | 立花里紗 （福岡女学院大学2012年ミスキャンパス） | 片渕茜 （西南学院大学2012年ミスキャンパス） |
| 3月  | 高木美鈴 （福岡女学院大学） | 渡辺彩未 （西南学院大学）                 | 中野縁美 （大村美容ファッション専門学校）       | 山口ゆか （西南学院大学）                   |
| 4月  | 中洲未来 （筑紫女学園大学） | 西島菜月 （西南学院大学）                 | 西本登子 （西南学院大学）                       | 英りいな （九州大学）                       |
| 5月  | 渡邊小春 （福岡工業大学）   | 山田さやか （NO!!読者モデル）             | 政木美聡 （筑紫女学園大学2012年ミスキャンパス） | 福山舞 （麻生ビューティーカレッジ）         |
| 6月  | 鷲崎万梨子 （西南学院大学） | 辛島菜摘 （NO!!読者モデル）               | 安永明日香 （西南学院大学）                     | 松尾麻由 （西南学院大学）                   |
| 7月  | 玉井日奈子 （九州産業大学） | 梶谷遼子 （NO!!読者モデル）               | 濱倉美佳 （筑紫女学園大学）                     | 伊藤貴美子 （福岡大学）                     |
| 8月  | 小村遥 （九州大学）         | 眞角帆南 （NO!!読者モデル）               | 山内侑佳 （麻生ビューティーカレッジ）           | 貝瀬良子 （福岡美容専門学校）               |
| 9月  | 内山友里香                  | 龍菜奈子 （福岡女学院大学）               | 福田美咲 （九州産業大学）                       | 佐藤梓 （麻生ビューティーカレッジ）         |
| 10月 | 内山友里香                  | 岡野唯 （北九州市立大学）                 | 石井綾子                                        | 田北ゆみ （福岡大学）                       |

### 第4期
2019年4月から開始。公式ページ等でのキャッチコピーは「#24時までにはお家へ帰ろう」。従来の生放送から30分間の収録放送に改め、第3期まで存在した4日間を通しで出演する出演者は皆無となった（一部の出演者は第3期から移行）。以下のうち『ロンプク☆淳』は別時間帯からの移行となる。
| 週       | 月曜日      | 火曜日           | 水曜日                                 | 木曜日       |
| -------- | ----------- | ---------------- | -------------------------------------- | ------------ |
| 第1・2週 | ロンプク★淳 | 真夜中のウワサ話 | ロバートの!こども特命取材班            | 迷えるテレビ |
| 第3～5週 | ロンプク★淳 | 真夜中のウワサ話 | 千原ジュニアと九州で人気番組を創る番組 | 迷えるテレビ |

- 月曜：ロンプク☆淳 - かつて福岡のみで土曜昼に放送していた同名番組をブロックネット化。詳細は同項を参照。最終回は2021年3月22日。
- 火曜：真夜中のウワサ話 - 世の中の噂の数々を、独特の目線で味わい尽くす。このうち、LDHメンバーが出演する回に関してはテレ朝チャンネル1でも放送。最終回は2021年3月23日。
- 第1・2水曜：ロバートの!こども特命取材班 - 子供時代に持っていた妄想の世界をロバートが全力で映像化する。最終回は2021年3月10日。
- 第3 - 5水曜：千原ジュニアと九州で人気番組を創る番組 - 千原ジュニアが切れ味鋭い人気番組を九州で創るために孤軍奮闘する姿を追うドキュメントバラエティ。最終回は2021年3月25日[注 5]。
- 木曜：迷えるテレビ - 何が出てくるか分からないワクワク感をテーマに、迷いの中にある面白さの種を探す。最終回は2021年3月18日。

#### 出演者
- 月曜：田村淳（ロンドンブーツ1号2号）、中上真亜子、原直子（LinQ）
- 火曜：中上真亜子、美舞、黒木啓司（EXILE/EXILE THE SECOND）、三澤澄也（KBCアナウンサー）
- 第1・2水曜：ロバート
- 第3 - 5水曜：千原ジュニア
- 木曜：コンバット満、髙木悠未（LinQ）、岡本啓、赤塚亮太朗

## 番組の終焉
2021年3月25日をもって全曜日の放送を終了し、1989年（平成元年）10月31日から32年続いた放送が終了となった。

## ネット局と放送時間

### ネット局
| 放送対象地域 | 放送局              | 系列           | 放送日時                                 | 備考                                   |
| ------------ | ------------------- | -------------- | ---------------------------------------- | -------------------------------------- |
| 福岡県       | 九州朝日放送（KBC） | テレビ朝日系列 | 火 - 金曜日 0:20 - 0:50（月 - 木曜深夜） | 制作局                                 |
| 長崎県       | 長崎文化放送（ncc） | テレビ朝日系列 | 火 - 金曜日 0:20 - 0:50（月 - 木曜深夜） | 同時ネット                             |
| 熊本県       | 熊本朝日放送（KAB） | テレビ朝日系列 | 火 - 金曜日 0:20 - 0:50（月 - 木曜深夜） | 同時ネット                             |
| 大分県       | 大分朝日放送（OAB） | テレビ朝日系列 | 火 - 金曜日 0:20 - 0:50（月 - 木曜深夜） | 同時ネット                             |
| 鹿児島県     | 鹿児島放送（KKB）   | テレビ朝日系列 | 火 - 金曜日 0:20 - 0:50（月 - 木曜深夜） | 同時ネット                             |
| 全国         | テレ朝チャンネル1   | テレビ朝日系列 | 土曜日 0:00 - 0:30（金曜深夜）           | ドォーモGT/2、真夜中のウワサ話のみ放送 |

- この他、上記の『山本かよの妊娠・出産日記スペシャル』を広島ホームテレビ（HOME・広島県）が放送したことがあった。

### 放送時間
| 放送期間（KBC基準） | 放送期間（KBC基準） | 放送曜日                           | 放送時間（JST）        | 備考                                           |
| ------------------- | ------------------- | ---------------------------------- | ---------------------- | ---------------------------------------------- |
| 1989.10.31          | 1992.04.02          | 火曜 - 金曜（月曜深夜 - 木曜深夜） | 00:25 - 01:20（55分）  |                                                |
| 1992.04.06          | 1996.03.28          | 月曜 - 木曜                        | 23:55 - 翌0:55（60分） | 23:55 - 翌0:00は「もうすぐドォーモ」として放送 |
| 1996.04.01          | 2000.03.30          | 月曜 - 木曜                        | 23:55 - 翌0:57（62分） | 23:55 - 翌0:00は「もうすぐドォーモ」として放送 |
| 2000.04.03          | 2001.09.27          | 月曜 - 木曜                        | 23:57 - 翌0:57（60分） |                                                |
| 2001.10.01          | 2002.03.28          | 月曜 - 木曜                        | 23:58 - 翌0:58（60分） |                                                |
| 2002.04.01          | 2007.05.31          | 火曜 - 金曜（月曜深夜 - 木曜深夜） | 00:10 - 01:10（60分）  |                                                |
| 2007.06.04          | 2009.10.01          | 火曜 - 金曜（月曜深夜 - 木曜深夜） | 00:10 - 01:15（65分）  | 01:10 - 01:15は「ドォーモでした。」として放送  |
| 2009.10.05          | 2012.12.26          | 火曜 - 金曜（月曜深夜 - 木曜深夜） | 00:15 - 01:20（65分）  | 01:15 - 01:20は「ドォーモでした。」として放送  |
| 2013.01.07          | 2018.09.30          | 火曜 - 金曜（月曜深夜 - 木曜深夜） | 00:15 - 01:15（60分）  | 01:10 - 01:15は「ドォーモでした。」として放送  |
| 2018.10.01          | 2019.03.28          | 火曜 - 金曜（月曜深夜 - 木曜深夜） | 00:20 - 01:20（60分）  | 01:15 - 01:20は「ドォーモでした。」として放送  |
| 2019.04.01          | 2021.03.25          | 火曜 - 金曜（月曜深夜 - 木曜深夜） | 00:20 - 00:50（30分）  | KBCのみ月曜 - 木曜 11:10 - 11:40に再放送あり。 |

- 1992年4月6日 - 2002年3月28日まではncc・KAB・KKBは0:00スタート。yab・OABは開局時からKBCと同様の放送時間である。「もうすぐドォーモ」は、今日の見どころを出演者がスタジオ前で立ちながら紹介するというものであった。
- ゴルフ（全英オープン・全英女子オープン）や世界水泳選手権、オリンピックの中継などで休止になる場合がある。
- 毎年8月の全国高等学校野球選手権大会期間中は『熱闘甲子園』（朝日放送テレビ・テレビ朝日共同制作）が放送されるため、放送時間が30分繰り下がる（ただし、全試合中止の場合は30分繰り上げて通常通りの時間での放送となった）。

### 『ネオネオバラエティ』の時差ネット、繰り下げ放送
当番組が放送されている時間にキー局などで放送されている『ネオネオバラエティ』を、九州地方ではリアルタイム視聴する事が出来なかった（北海道〈北海道テレビ〉、関西地区〈朝日放送テレビ〉などと同様に時差ネットもしくは繰り下げで放送された）。

## 未放送地域
- 佐賀県[8]
- 宮崎県[9]

佐賀県ではほぼ全域、宮崎県では一部地域においては、ケーブルテレビあるいは直接受信で隣県の放送を受信することにより視聴は可能。なお、（yab・OAB開局前の）1993年9月までにも山口県・大分県にはANN加盟局は存在したが、現在の宮崎県と同様にクロスネット局であり他系列を中心としていたため、放送されなかった。

### フルネット局での放送休止
nccでは2000年4月から2005年3月まで放送を休止していた。
yabでは、1999年3月から2005年3月まで休止した後に放送を再開したが、2009年3月26日放送分にて再び放送休止となった。その後、2019年4月から不定期ながら「ロンプク☆淳」、「ロバートの!こども特命取材班」を放送再開。「ロンプク☆淳」は2020年3月28日から定期放送化された。

## オープニングテーマ
| 放送年月               | 曲名                 | 歌手名      |
| ---------------------- | -------------------- | ----------- |
| 1989年10月 - 1999年3月 | Wipe Out!            | Toy Doll's  |
| 1999年4月 - 2006年11月 |                      |             |
| 2006年12月 - 2010年3月 | Going Out Of My Head | FATBOY SLIM |
| 2010年4月 - 2012年3月  | Stay with you        | capsule     |
| 2012年4月 - 2012年12月 | Chloe                | Grouplove   |
| 2013年1月 -            |                      |             |

## エンディングテーマ

### 放送開始〜2001年
- 「赤い手」スキップカウズ（1997年2月）

### 2001年以降
| 年            | 放送月                                                | 曲名                   | 歌手名         |
| 2001年        |                                                       |                        |                |
| ------------- | ----------------------------------------------------- | ---------------------- | -------------- |
| 2001年        | 2月                                                   | VANISHING              | 清貴           |
| 2001年        | 4月                                                   | 2 HEARTS               | 藤木直人       |
| 2001年        | 8月                                                   | 風待ち                 | GRAPEVINE      |
| 2001年        | 10月                                                  | 冒険者たち             | Do As Infinity |
| 2001年        | 12月                                                  | 瞳にくぎづけ           | BREATH         |
| 2002年        |                                                       |                        |                |
| 2月           | I Don't want miss A thing                             | エアロスミス           |                |
| 5月           | 空想ゲーム                                            | エスカーゴ             |                |
| 6月           | 空想ゲーム                                            | エスカーゴ             |                |
| 10月          | 可能性                                                | エスカーゴ             |                |
| 12月          | JEWEL SONG                                            | BoA                    |                |
| 2003年        |                                                       |                        |                |
| 2月           | JEWEL SONG                                            | BoA                    |                |
| 8月           | Rollin' on                                            | DOUBLE                 |                |
| 10月          | 来る朝 燃える未来                                     | つばき                 |                |
| 12月          | 永遠の羽                                              | Strawberry JAM         |                |
| 2004年        |                                                       |                        |                |
| 12月          | 天秤にかかる夢                                        | FOOT STAMP             |                |
| 2005年        |                                                       |                        |                |
| 2月           | NECESSARY                                             | Every Little Thing     |                |
| 3月           | Gにも至らず                                           | ビアンコネロ           |                |
| 4月           | 小吉                                                  | ビアンコネロ           |                |
| 5月           | 瞼の裏には                                            | 藍坊主                 |                |
| 6月           | Story                                                 | AI                     |                |
| 7月           | Story                                                 | AI                     |                |
| 8月           | コエヨ                                                | ビアンコネロ           |                |
| 9月           | サンセット                                            | Mi                     |                |
| 10月          | 花になりたい                                          | 梅星                   |                |
| 11月          | 大きな水たまり                                        | シュノーケル           |                |
| 12月          | いい顔                                                | ヤドカリ               |                |
| 2006年        | いい顔                                                | ヤドカリ               |                |
| 1月           | いい顔                                                | ヤドカリ               |                |
| 2月           | リタの場合                                            | 久嶋美さち             |                |
| 3月           | 桜の足あと                                            | 藍坊主                 |                |
| 4月           | がんばらんば                                          | さだまさし             |                |
| 5月           | Grow!!                                                | Hearts Grow            |                |
| 6月           | Dear friend                                           | Sowelu                 |                |
| 7月           | ミナミカゼ                                            | サマースノーサプライズ |                |
| 8月           | 泣かないで                                            | kaede                  |                |
| 9月           | I Wanna Know                                          | AI                     |                |
| 10月          | ありがとう                                            | 永山尚太               |                |
| 11月          | 全身ゴーマイウェイ                                    | THE イナズマ戦隊       |                |
| 12月          | 遠く                                                  | ASIAN2                 |                |
| 2007年        | 遠く                                                  | ASIAN2                 |                |
| 1月           | 遠く                                                  | ASIAN2                 |                |
| 2月           | 会いたいよ。                                          | タイナカサチ           |                |
| 3月           | 愛しい人へ                                            | ET-KING                |                |
| 4月           | よかろうもん                                          | 豚骨ピストンズ         |                |
| 5月           | 卒業写真                                              | 高木古都               |                |
| 6月           | ちっぽけな勇気                                        | FUNKY MONKEY BABYS     |                |
| 7月           | GIP'CODE                                              | GIPPER                 |                |
| 8月           | 俄然Yeah!                                             | mihimaru GT            |                |
| 9月           | LIFE STYLE                                            | Natural Radio Station  |                |
| 10月          | もう君がいない                                        | FUNKY MONKEY BABYS     |                |
| 11月          | 好いとうばい                                          | 豚骨ピストンズ         |                |
| 12月          | ラヴソング                                            | ONE☆DRAFT              |                |
| 2008年        |                                                       |                        |                |
| 1月           | モノローグ                                            | TRIPLANE               |                |
| 2月           | そばにいるね                                          | 青山テルマ feat.SoulJa |                |
| 3月           | image7                                                | コンピレーション       |                |
| 4月           | CHANGE                                                | 福原美穂               |                |
| 5月           | LIFE                                                  | キマグレン             |                |
| 7月           | 夏が終われば                                          | TRIPLANE               |                |
| 8月           | Shut Up And Let Me Go                                 | The Ting Tings         |                |
| 9月           | Promise                                               | Sonar Pocket           |                |
| 10月          | Melody                                                | the generous           |                |
| 11月          | 世界で誰より愛してる                                  | 岡野宏典               |                |
| 12月          | 素直になれたら                                        | JUJU feat. Spontania   |                |
| 2009年        |                                                       |                        |                |
| 1月           | アイヲクダサイ                                        | ONE☆DRAFT              |                |
| 2月           | キミが好きで                                          | Lil'B                  |                |
| 3月           | 桜                                                    | FUNKY MONKEY BABYS     |                |
| 4月           | we are Runner                                         | ビーグルクルー         |                |
| 5月           | 一粒大の涙はきっと                                    | Hi-Fi CAMP             |                |
| 6月           | Sometimes                                             | S.R.S                  |                |
| 7月           | 合鍵                                                  | カラーボトル           |                |
| 8月           | 合鍵                                                  | カラーボトル           |                |
| 9月           | 春夏秋冬                                              | Hilcrhyme              |                |
| 10月          | 嫌いになれたら                                        | YU-A                   |                |
| 11月          | 8ミリビデオ                                           | 前川紘毅               |                |
| 12月          | 世界に一人のシンデレラ                                | PENGIN                 |                |
| 2010年        |                                                       |                        |                |
| 1月           | P.S. I love you〜伝えたい〜                           | PlayZ                  |                |
| 2月           | 君だけを見つけるために...                             | SQUARE HOOD            |                |
| 3月           | わたしあうもの                                        | Love                   |                |
| 4月           | never cry                                             | 舞花                   |                |
| 5月           | ハローグッバイ                                        | 辻詩音                 |                |
| 6月           | Freedom                                               | GIRL NEXT DOOR         |                |
| 8月           | 涙のリグレット                                        | SCANDAL                |                |
| 9月           | BOND〜キズナ〜feat.若旦那                             | JAMOSA                 |                |
| 10月          | ベイビー・アイラブユー                                | TEE                    |                |
| 11月          | 一秒でもはやく                                        | D.W.ニコルズ           |                |
| 12月          | PLEDGE                                                | the GazettE            |                |
| 2011年        |                                                       |                        |                |
| 1月           | 遠い星のどこかで                                      | starry sky             |                |
| 2月           | うつむきスマイル                                      | 近藤夏子               |                |
| 3月           | Real Lie                                              | S.R.S                  |                |
| 4月           | フォーリン・ラブ                                      | 7!!                    |                |
| 5月           | For The Future                                        | 平井大                 |                |
| 6月           | 花束                                                  | back number            |                |
| 7月           | Alright                                               | 西野カナ               |                |
| 8月           | セレンディピティー                                    | 渡辺美里               |                |
| 9月           | Baby & Baby                                           | NO DOUBT FLASH         |                |
| 10月          | 虹空                                                  | 唄人羽                 |                |
| 11月          | 365日のラブストーリー。                               | Sonar Pocket           |                |
| 12月          | バイバイ                                              | 7!!                    |                |
| 2012年        |                                                       |                        |                |
| 1月           | 約束...feat.LGYankees                                 | Noa                    |                |
| 2月           | サブリナ                                              | 家入レオ               |                |
| 3月           | Be...                                                 | Ms.OOJA                |                |
| 4月           | ヒカリ                                                | 井手綾香               |                |
| 5月           | Two Hearts                                            | 三浦大知               |                |
| 6月           | バトン                                                | キマグレン             |                |
| 7月           | LOVE LOVE Summer                                      | ケツメイシ             |                |
| 8月           | 夏色ドット                                            | アンモフライト         |                |
| 9月           | Naked                                                 | SPYAIR                 |                |
| 10月          | Rewind                                                | May J.                 |                |
| 11月          | イマアイ                                              | LGMonkees              |                |
| 12月          | 失恋〜君は今、幸せですか?〜                           | ソナーポケット         |                |
| 2013年        |                                                       |                        |                |
| 1月           | Dear Heaven                                           | 塩ノ谷早耶香           |                |
| 2月           | PLAY THAT MUSIC                                       | AMIAYA                 |                |
| 3月           | でこぼこ                                              | 植村花菜               |                |
| 4月           | SMILE                                                 | 吉田山田               |                |
| 5月           | スターラブレイション                                  | ケラケラ               |                |
| 6月           | 赤い靴                                                | Salley                 |                |
| 7月           | MY PLACE                                              | AI                     |                |
| 8月           | 夏の夜                                                | 片平里菜               |                |
| 9月           | What are u waiting for?                               | FUZZY CONTROL          |                |
| 10月          | その先の景色を                                        | Salley                 |                |
| 11月          | Snow Flakes Love                                      | 塩ノ谷早耶香           |                |
| 12月          | Everybody                                             | SHINee                 |                |
| 2014年        |                                                       |                        |                |
| 1月           | カシスオレンジ                                        | 吉田山田               |                |
| 2月           | Just For You 〜君だけが僕の未来〜                     | MAY'S                  |                |
| 3月           | コンパス                                              | ベリーグッドマン       |                |
| 4月           | 革命                                                  | 黒木渚                 |                |
| 5月           | Nobody                                                | CREAM                  |                |
| 6月           | LUCKY STAR                                            | SHINee                 |                |
| 7月           | Can't Stop                                            | EDGE of LIFE           |                |
| 8月           | Can't Stop                                            | EDGE of LIFE           |                |
| 9月           | 終わりなき輪舞曲                                      | C&K                    |                |
| 10月          | ペダル                                                | 図鑑                   |                |
| 11月          | もしもの話                                            | ももちひろこ           |                |
| 12月          | 絶対絶望絶好調                                        | 大森靖子               |                |
| 2015年        |                                                       |                        |                |
| 1月           | 冬が終わる頃に                                        | ベリーグッドマン       |                |
| 2月           | FRIDAY                                                | 植田真梨恵             |                |
| 3月           | バブル                                                | 湘南乃風               |                |
| 4月           | Fly                                                   | Softly                 |                |
| 5月           | I live for love                                       | ななみ                 |                |
| 6月           | 宜しく候                                              | 怒髪天                 |                |
| 7月           | 夢のカケラ                                            | メロフロート           |                |
| 8月           | 手紙を書く癖                                          | ひごさつま             |                |
| 9月           | 空を読む/眼鏡越しの空                                 | DREAMS COME TRUE       |                |
| 10月          | GHOST PARTY                                           | Shiggy Jr.             |                |
| 11月          | Sing Your Song                                        | SHINee                 |                |
| 12月          | THANX                                                 | WANIMA                 |                |
| 2016年        |                                                       |                        |                |
| 1月           | スペクタクル                                          | 植田真梨恵             |                |
| 2月           | CHANGE/the end                                        | CREAM                  |                |
| 3月           | OK                                                    | 吉田山田               |                |
| 4月           | MAKE ME DEAD!                                         | SiM                    |                |
| 5月           | I Feel Good!!!!                                       | FREAK                  |                |
| 6月           | 未来                                                  | コブクロ               |                |
| 7月           | ふれたら消えてしまう                                  | 植田真理恵             |                |
| 8月           | LIFE GOES ON                                          | メロフロート           |                |
| 9月           | Eye to Eye                                            | ベリーグッドマン       |                |
| 10月          | 踊LOCCA〜around the world 新たなる冒険〜/ヒカリトカゲ | C&K                    |                |
| 11月          | Promise you                                           | THE BEAT GARDEN        |                |
| 12月          | 好きだから言えない                                    | ももちひろこ           |                |
| 2017年        |                                                       |                        |                |
| 1月           | STAY TUNE                                             | Suchmos                |                |
| 2月           | 負けないぞ                                            | LinQ                   |                |
| 3月           | Connect                                               | 田口淳之介             |                |
| 4月           | カゲロウ                                              | ЯeaL                   |                |
| 5月           | I'm FISH//                                            | DISH//                 |                |
| 6月           | ひまわりの約束                                        | 秦基博                 |                |
| 7月第1週目    | Horizon                                               | 04 Limited Sazabys     |                |
| 7月第2週目    | Burn                                                  | Hawaiian6              |                |
| 7月第3・4周目 | BE ALRIGHT                                            | SHIMA                  |                |
| 8月           | とりたて免許でブンブンブン                            | WHITE JAM              |                |
| 9月           | POPCORN                                               | DANCE EARTH PARTY      |                |
| 10月          | Diamonds                                              | 青野美沙稀             |                |
| 11月          | Sweet Memory                                          | MACO                   |                |
| 12月          | ふわふわ                                              | 橋本裕太               |                |

## ドォーモでした。
2007年6月4日から2020年3月27日まで、番組終了後に姉妹番組として5分間のミニ番組の『ドォーモでした。』が放送されていた。KBCのみの放送で、基本的に他系列局にはネットはされていなかった。（1日だけOABでもネットされたことがある。）
放送内容は、ドォーモ出演者のうち2人程度が出演して、その日の「テーマ」（大抵はその日の『ドォーモ』の放送内容とは関係ない）についてトークするというもの。間にその「テーマ」について他の出演者や街の人にインタビューした映像が挟まれることもある。生放送ではないため、当日の『ドォーモ』と出演者の服装が違っていたり、当日『ドォーモ』に出演していない人も出演する場合があったりした。

## ドォーモGT
第3期木曜ドォーモで人気を得た企画『前略、道路（みち）の上より』『全日本レトロゲーム機探訪録』『CB TRABEL』などをまとめた30分番組。
主に『ドォーモ』を放送してない九州以外のローカル放送局で放送されているほか、2017年8月からはテレ朝チャンネルで放送されている。
「前略、道路の上より」のDVDが「ドォーモ前略隊DVD第3弾 ～鈴鹿＆隧道～」として2017年10月15日に発売されることを記念して行われるニコニコ生放送での生中継（9月30日）に先駆けて、9月22日から29日まで「ドォーモGT」が一挙放送された。2018年8月15日からは、テレ朝チャンネル2でセカンドシーズンである「ドォーモGT2」が放送されている。

## ドォーモ×ラジオ
2017年10月7日（6日深夜）よりスタート。インディーズからメジャーまで音楽をドォーモ流の切り口で、時に熱く、時に暑苦しく紹介する。前述の通りテレビの『ドォーモ』は終了したもののこの番組は継続して放送される。
2020年からは大晦日に年越しカウントダウン生放送を実施。2020年は『ドォーモラジオ〜繋いで繋いで越えてゆけスペシャル』、2021年は『ドォーモラジオ〜繋いで繋いで超えていきタイガスペシャル〜』、2022年は『ドォーモラジオ〜繋いで繋いで超えて行く生放送4時間スペシャル』と題して放送。（MCは2020、2021は長岡、中上、ジェフが担当。放送時間は22時から深夜1時まで、2022年は長岡、斎藤、コンバットが担当。放送時間は21時から深夜1時までそれぞれ放送）
2021年11月7日深夜25時より特別番組『ドォーモラジオ番外編ラジオTRIANGLE』を放送した。（長岡とHEY-SMITHのボーカル猪狩秀平がパーソナリティを担当。）この企画は毎年8月末に開催（2024年からは4月末に開催日時を変更）し長岡がMCを務める音楽フェス「TRIANGLE」が中止になった事を受け緊急開催された配信イベントへの感謝の意を込めて放送。番組提供は共同スポンサーでありイベント主催者のPROJECT FAMIRY単独であった。（メインスポンサーのトヨタカローラ福岡は担当していない。）
2022年8月1日、長岡が出演するKBCテレビの夕方情報番組『シリタカ!』にて新型コロナウイルスに感染した事を発表（自身のツイッターでも公表）。当番組の収録は月曜日のシリタカ!放送終了後に行われるが、8月5日分は中上、小雪ペア、8月12日分は小雪、ジェフペアでそれぞれOAされる。（尚、長岡が夏休みや年末年始等休暇取得による休みが発生される場合は別日に収録が行われる場合があるが、緊急事態である為番組開始以来初めて長岡不在という形となった。）
2022年10月からは『ドォーモラジオのポッドキャスト』をスタート。Spotifyやニッポン放送のポッドキャストステーションなどで配信される。本放送終了後の深夜1時より配信開始。
2023年4月7日の番組内でメインパーソナリティの長岡大雅がテレビ宮崎アナウンサーの武田華奈と結婚したことを発表した。（当該週の相方は斎藤ふみ。本人曰く結婚発表はこの番組で最初に報告したいと公言していた）
2023年4月3日(月)からスタートしたKBC MUSIC PROGRAM"FUZZ“は当番組のスタッフや出演者が制作に携わっており（フジイBがディレクターとして、ジェフ太郎がジングルを担当するなどしている。また共通のハッシュタグとしてKBC_MUSICを採用している）、事実上の姉妹番組となる。（その為当番組の収録は月曜日から火曜日へ変更された。）
2024年4月からは長岡が育児休暇の為番組を一旦離脱（尚、長岡本人は正式な育休は5月からと語っており、4月まではテレビの生放送を当番組が収録される火曜日を中心にスポット的出演をしていた）。その間はドォーモラジオメンバーが週替り交代でパーソナリティを担当する（但し完全育休までに事前収録されたゲストへのインタビューや後述の一部コーナーについては長岡も出演する）。また福岡在住アーティストによる番組内コーナーも期間限定で開始される。（HEY SMITH猪狩秀平のお悩み相談所、クレナズム萌映の音楽研究所、ジ・エンプティの空っぽラジオ）

### パーソナリティ

#### メインパーソナリティ
- 長岡大雅（2018年3月をもって『ドォーモ』を降板したが、当番組の出演は継続する。）

#### 週替わりパーソナリティ
- コンバット満
- 斉藤ふみ
- 岡本啓（一時期本人の事情により出演を見合わせていたが、前述のポッドキャスト配信で復帰。2023年5月6日放送分から本編へも正式に復帰。）
- 小雪（前述の8月5日分は週替わりパーソナリティとして、8月12日分は長岡の代行を務めた。）
- 中上真亜子（前述の8月5日分は長岡の代行を務めた。）
- 赤塚亮太朗
- ジェフ太郎
- 美舞

##### 過去の週替わりパーソナリティ
- 中島浩二

### 主なコーナー
勝手にエンディング
毎月のエンディングを出演者・スタッフが勝手に選出する。
AKIRA OKAMOTOのヘヴィメタル講座
岡本出演時に放送。
ヘヴィメタルをこよなく愛する岡本がヘヴィメタルの素晴らしさを伝えるコーナー
仏像とロック
斉藤出演時に放送。
仏像とロックミュージックをこよなく愛する斉藤が毎回1体の仏像にスポットを当て、その仏像にまつわるエピソードを紹介しテーマソングを勝手に決め紹介する。
コンバット満の新しい芸名を考えよう
コンバット出演時に放送。
コンバットの芸名をネタにして大喜利形式でリスナーに考えてもらい、ドォーモラジオ限定で披露する。（尚、正式な改名では無い為その他の番組ではコンバット満名義であるが出演者から弄られて自らネタにする事も稀にある。2022年の年越し特番では生放送で実施した）

## 視聴率
北部九州地区における視聴率（ビデオリサーチ調べ）である。
番組開始当初は平均3%程度であったが若者の支持を集め視聴率は上昇。1994年度には8.1%を記録しドォーモ現象という用語も生まれた。ここから15年ほど6-8%前後を維持してきたが、2008年度上半期は5.9%と若干の低下傾向にある。しかしながら同時間帯では2009年12月現在で93ヶ月連続同時間帯1位を獲得するなど高い水準を保っており、2009年度は6.3%と若干でありながら回復傾向にある。

## DVD化
- 番組放送開始20周年を記念して、2010年2月3日に番組初のDVDを発売した。

- Duomo 前略隊DVD（木曜ドォーモのコーナー「前略、道路の上より」）

1. 関東甲信越スペシャル
2. 四国 剣山スーパー林道編
3. 鈴鹿&隧道
4. 長期遠征スペシャル